# L-arabinitolo 2-deidrogenasi
La L-arabinitolo 2-deidrogenasi è un enzima appartenente alla classe delle ossidoreduttasi, che catalizza la seguente reazione:
L-arabinitolo + NAD+ ⇄ L-ribulosio + NADH + H+